# موگی‌چا

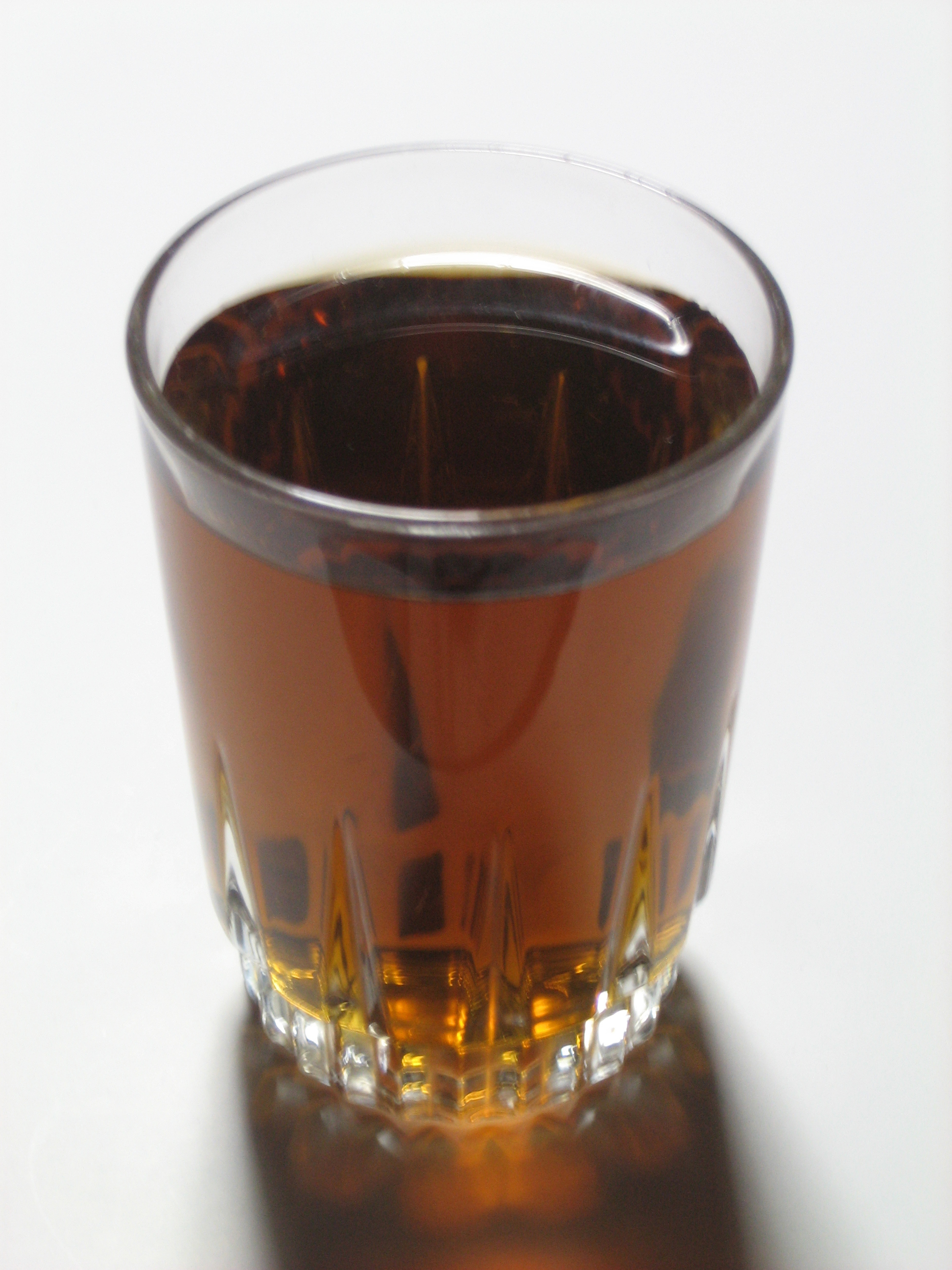
موگی‌چا

موگی‌چا (به ژاپنی: 麦茶 むぎちゃ Mugicha) به معنی چای جو است. در تهیهٔ این نوع چای از دانهٔ جو استفاده می‌شود. موگی‌چا به علت اینکه برخلاف چای معمولی فاقد کافئین است، برای نوشیدن کودکان خردسال نیز مناسب است. بهترین فصل برای نوشیدن این نوع چای فصل تابستان است همزمان با برداشت محصول جو است. این چای معمولاً خنک نوشیده می‌شود و در پایین آوردن درجهٔ دمای بدن و بهبود گردش خون در بدن مؤثر است. در فصل زمستان ممکن است به صورت گرم نیز نوشیده شود.
نوشیدن موگی‌چا از دوره هی‌آن (۷۹۴ تا ۱۱۸۵ میلادی) در بین اشراف رایج شد و از دوره ادو (۱۶۰۳ تا ۱۸۶۸ میلادی) عرضه و فروش آن در یاتای‌ها یا غذاخوری‌های سیار خیابانی رواج پیدا کرد. از دوره میجی (۱۸۶۸ تا ۱۹۱۲ میلادی) مغازه‌های فروش موگی‌چا به وجود آمدند و همزمان نوشیدن آن در بین مردم عادی نیز رواج پیدا کرد. 